# Radim Straka (1976)
Radim Straka (* 7. září 1976) je bývalý český prvoligový fotbalový brankář. Jeho otec Radim Straka je bývalým prvoligovým brankářem Jablonce.

## Fotbalová kariéra
V nejvyšší soutěži odchytal za FC Bohemians Praha jedno celé utkání, v němž udržel čisté konto. Hrálo se ve středu 11. června 1997 v rámci 30. kola ročníku 1996/1997, domácí Bohemka – už bez šance na záchranu – v něm hostila žižkovskou Viktorii a zápas skončil 0:0.

## Ligová bilance
| Ročník                            | Zápasy | Góly | Minuty | Nuly | Klub                       |
| --------------------------------- | ------ | ---- | ------ | ---- | -------------------------- |
| 2. česká fotbalová liga 1995/1996 | 25     | 0    | -      | -    | FK GGS Arma Ústí nad Labem |
| 1. česká fotbalová liga 1996/1997 | 1      | 0    | 90     | 1    | FC Bohemians Praha         |
| 2. česká fotbalová liga 1997/1998 | 1      | 0    | -      | -    | FC Bohemians Praha         |
| Česká fotbalová liga 1998/1999    | -      | 0    | -      | -    | AFK Sokol Semice           |
| CELKEM 1. česká fotbalová liga    | 1      | 0    | 90     | 1    |                            |